# 歐洲裔突尼西亞人
歐洲裔突尼西亞人，是指祖先是歐洲人的突尼西亞人，包括法國、義大利、馬爾他和土耳其。
直到1956年獨立時，突尼西亞有255000個歐洲人生活。其中90000人是義大利人，70000人是法國人、8396人是馬爾他人。
在現代突尼西亞，歐洲人是國內少數族群，只佔人口1%(108,358)。